# ویلیام کونکلین
ویلیام کونکلین (انگلیسی: William Conklin؛ ۲۵ دسامبر ۱۸۷۲ – ۲۱ مارس ۱۹۳۵) یک هنرپیشه اهل ایالات متحده آمریکا بود.